# 弗倫蒂謝尼鄉
46°12′N 27°46′E / 46.200°N 27.767°E
弗倫蒂謝尼鄉（羅馬尼亞語：Comuna Fruntișeni, Vaslui），是羅馬尼亞的鄉份，位於該國東北部，由瓦斯盧伊縣負責管轄，面積51平方公里，海拔高度245米，2007年人口1,876，人口密度每平方公里51人。